# Chryseida gramma
Chryseida gramma is een vliesvleugelig insect uit de familie Eurytomidae. De wetenschappelijke naam is voor het eerst geldig gepubliceerd in 1956 door Burks.